# Моро д'Оро
Мо̀ро д'О̀ро (на италиански: Morro d'Oro) е малко градче и община в Южна Италия, провинция Терамо, регион Абруцо. Разположено е на 210 m надморска височина. Населението на общината е 3698 души (към 2010 г.).